# Francesco Scavullo
Francesco Scavullo (ur. 16 stycznia 1921 w Staten Island, zm. 6 stycznia 2004 w Nowym Jorku) – amerykański fotograf, szczególnie znany ze swoich uwodzicielskich okładek magazynu Cosmopolitan, z którym współpracował przez siedemnaście lat, a także z Vogue, Seventeen, Harper’s Bazaar, Newsweek i Rolling Stone.

## Życiorys

### Wczesne lata
Urodził się w Staten Island jako jeden z pięciu synów Angelo i Margaret Scavullo. W 1937 roku, jego ojciec, który pracował w branży naczyń kuchennych, kupił modny klub Central Park Casino i przeniósł się z rodziną na Manhattan. Scavullo zaczął realizować swoją fascynację pięknem obrazów po otrzymaniu od ojca aparatu, wykorzystując swoje siostry jako modelki. Jego matka dała mu pokój do wykorzystania jako studio i ciemni. Jednak jego ambicje, aby stać się zawodowym fotografem spotkały się z oporem ze strony ojca, który chciał, aby syn zajął się zarządzaniem hoteli i restauracji.

### Kariera
Po ukończeniu szkoły w roku 1945, Scavullo rozpoczął pracę w studiu, gdzie wydawał katalogi mody. Wkrótce przeniósł się do magazynu Vogue, gdzie spędził trzy lata jako asystent niemiecko-amerykańskiego fotografa Horsta P. Horsta.
Zasłynął głównie jako fotograf mody i twórca portretów znanych na świecie wizerunków osobistości: Janis Joplin, Sting, Grace Kelly, Kim Basinger i Elizabeth Taylor, a także Madonna, Lou Reed, Arnold Schwarzenegger, William F. Buckley Jr., Salvador Dalí, Andy Warhol, Diana Ross, Bruce Jenner, Frank Sinatra, Luciano Pavarotti, Philip Johnson, David Bowie, Linda Evangelista, Grace Jones, Sophia Loren, Kris Kristofferson/Barbra Streisand (podczas promocji filmu Narodziny gwiazdy (A Star Is Born) z 1976), Jerry Hall, Liza Minnelli, Lauren Hutton, Catherine Deneuve, Donna Summer, Debbie Harry, Christy Turlington, Michaił Barysznikow (American Ballet Theatre), Truman Capote, Ryan O’Neal, Tatum O’Neal, Muhammad Ali (amerykański bokser), Faye Dunaway i Louise Nevelson. Niektóre z jego modelek później rozpoczęły ekranowe kariery w serialach telewizyjnych i filmach, a wśród nich Rene Russo czy Farrah Fawcett.
Niektóre z bardziej kontrowersyjnych prac Scavullo obejmowały nagiego Burta Reynoldsa w Cosmopolitan (1972), fotografie młodej Brooke Shields (1975), która przez lata nazywała go wujkiem Frankiem, oraz przyszłej supermodelki, a wtedy nastolatki z Filadelfii Gia Carangi (1979). Później, gdy uzależnienie od heroiny uniemożliwiło Carangi znaleźć pracę, Scavullo nadal zatrudniał ją i wspierał ją aż do jej śmierci z powodu powikłań związanych z AIDS.
Przez większą część swojej kariery fotografował dla reklamy Valentino, Lagerfeld, Saint Laurent i DeBeers i katalogów dla sklepów oraz Saks Fifth Avenue i Bloomingdale’s. Jego prace pojawiły się również w reklamach telewizyjnych oraz na okładkach płyt. Wydał kilka książek, w tym Scavullo on Beauty (1976), Scavullo on Men (1977), Scavullo Women (1982), Scavullo (1984) i Scavullo Nudes (2000).

### Życie prywatne
W 1952 r. poślubił modelkę Carol McCallson, jednakże związek był nieudany. Para rozwiodła się rok później. Francesco był gejem. Od roku 1972 pracował w asyście Seana M. Byrne’a, który stał się jego życiowym partnerem.
6 stycznia 2004 zmarł w swoim domu na Manhattanie na atak serca w wieku 82 lat.